# إندين مييم
إندين مييم (بالفرنسية: Nwal-Endéné Miyem)‏ مواليد 15 مايو 1988 في رانس، هي لاعبة كرة سلة فرنسية. تلعب مع نادي بورجيز لكرة السلة للسيدات في الدوري الفرنسي لكرة السلة للسيدات كلاعب وسط. يبلغ طولها 6 قدم 2 بوصة (1.9 م). مثلت منتخب بلادها. شاركت في دورة الألعاب الأولمبية الصيفية سنة 2012.

## سجل المنافسة
شاركت في المنافسات التالية:
- الألعاب الأولمبية الصيفية 2012
- الألعاب الأولمبية الصيفية 2016
- كأس العالم لكرة السلة للسيدات 2014

## الميداليات
| الميدالية | المسابقة                       |
| --------- | ------------------------------ |
| فضية      | الألعاب الأولمبية الصيفية 2012 |

## روابط خارجية
- إندين مييم على موقع الاتحاد الدولي لكرة السلة (الإنجليزية)
- إندين مييم على موقع الاتحاد الوطني لكرة السلة النسائية (الإنجليزية)
- إندين مييم على موقع كرة السلة الأوروبية.كوم (الإنجليزية)
- إندين مييم على موقع بروبوليرز (الإنجليزية)
- إندين مييم على موقع سبورتس رفرنس (الإنجليزية)
- إندين مييم على موقع سبورتس رفرنس (الإنجليزية)
- إندين مييم على موقع اللجنة الأولمبية الدولية (الإنجليزية)
- إندين مييم على موقع أوليمبيديا (الإنجليزية)
- إندين مييم على موقع اللجنة الأولمبية الفرنسية (مؤرشف) (الفرنسية)